# Ялмас
Ялмас (Ялмица) — река в России, протекает по Беломорскому району Карелии. Впадает в Сумозеро, через которое протекает Сума. Длина реки составляет 12 км.
Река берёт начало из Ладозера на высоте 168 м над уровнем моря.
Имеет левый приток — реку Сару.

## Данные водного реестра
По данным государственного водного реестра России относится к Баренцево-Беломорскому бассейновому округу, водохозяйственный участок реки — реки бассейна Онежской губы от южной границы бассейна реки Кемь до западной границы бассейна реки Унежма, без реки Нижний Выг. Речной бассейн реки — бассейны рек Кольского полуострова и Карелии, впадает в Белое море.
Код объекта в государственном водном реестре — 02020001412102000007143.